# Післямова (фільм)
Післямова (рос. Послесловие) — радянський художній фільм 1983 року, знятий на кіностудії «Мосфільм».

## Сюжет
В Москву, в гості до дочки приїжджає з півдня Олексій Борисович — 75-річний батько. Але дочка поїхала у відрядження. Тестя зустрічає зять, який взяв відпустку для роботи над дисертацією. Два представника різних поколінь і поглядів на життя проводять разом кілька днів. Олексій Борисович, колишній військовий лікар-хірург, в очікуванні дочки коротає час, спілкуючись зі своїм зятем Володимиром, періодично зустрічаючись зі старими друзями і прогулюючись по Москві, в якій провів довоєнну молодість.

## У ролях
- Ростислав Плятт — Олексій Борисович
- Андрій Мягков — Швирков Володимир Сергійович, зять
- Юрій Сенкевич — ведучий телепередачі «Клуб кіноподорожей»
- Володимир Кремена — клоун

## Знімальна група
- Режисер-постановник і сценарист — Марлен Хуцієв
- Оператор — Леонід Калашников
- Художник — Володимир Філіппов